# Маркт Швабен
Маркт Швабен (њем. Markt Schwaben) град је у њемачкој савезној држави Баварска. Једно је од 21 општинског средишта округа Еберсберг. Према процјени из 2010. у граду је живјело 11.499 становника. Посједује регионалну шифру (AGS) 9175127.

## Географски и демографски подаци
Маркт Швабен се налази у савезној држави Баварска у округу Еберсберг. Град се налази на надморској висини од 509 метара. Површина општине износи 10,9 km². У самом граду је, према процјени из 2010. године, живјело 11.499 становника. Просјечна густина становништва износи 1.059 становника/km².